# Реј Клеменс
Рејмонд Нил Реј Клеменс (енгл. Raymond Neal "Ray" Clemence; Скегнес, 5. август 1948 — Корби, 15. новембар 2020) био је енглески фудбалски голман и члан екипе Ливерпула током 1970-их. Један је од само 25 играча који су у каријери наступили у више од 1000 утакмица. Тренутно је на челу развојног тима енглеског фудбалског савеза, који надгледа развој играча млађих селекција Енглеске од 16 до 21 године, а претходно је био члан стручног штаба енглеске сениорске репрезентације.
Реј Клеменс је за Ливерпул је бранио 665 утакмица током 1970-их и почетком 1980-их, током ког је Ливерпул освојио пет титула и три Купа европских шампиона. За Ливерпул је потписао 1967. године. Са Ливерпулом је освојио два УЕФА куп 1972-73 и 1975-76. Током 11 година у Ливерпулу пропустио је само 6 лигашких утакмица и освојио је сваку значајнију награду

## Трофеји

### Ливерпул
- Првенство Енглеске (5) : 1972/73, 1975/76, 1976/77, 1978/79, 1979/80.
- ФА куп (1) : 1973/74.
- Лига куп Енглеске (1) : 1980/81.
- ФА Черити шилд (5) : 1974, 1976, 1977. (заједнички трофеј), 1979, 1980.
- Куп европских шампиона (3) : 1976/77, 1977/78, 1980/81.
- Куп УЕФА (2) : 1972/73, 1975/76.
- Суперкуп Европе (1) : 1977.

### Тотенхем хотспур
- ФА куп (1) : 1981/82.
- ФА Черити шилд (1) : 1981. (заједнички трофеј)
- Куп УЕФА (1) : 1983/84.